# Albrechtice (ort i Tjeckien, lat 49,79, long 18,52)
Albrechtice är en ort i Tjeckien. Den ligger i den östra delen av landet, 300 km öster om huvudstaden Prag. Albrechtice ligger 256 meter över havet och antalet invånare är 4 019.
Terrängen runt Albrechtice är platt. Runt Albrechtice är det tätbefolkat, med 709 invånare per kvadratkilometer. Närmaste större samhälle är Ostrava, 18,2 km väster om Albrechtice. Omgivningarna runt Albrechtice är en mosaik av jordbruksmark och naturlig växtlighet.